# Aix
Aix је род птица из породице пловки (Anatidae) и реда пловуша (Anseriformes). Још увек нема довољно података на основу којих би род Aix могао поуздано бити сврстан у неку од две потпородице из породице пловки, патке или утве.

## Врсте
Род Aix укључује две врсте:
- Каролинка
 (Aix sponsa)
- Мандаринка
 (Aix galericulata)

Род Aix је у прошлости сврставан у потпородицу „Cairininae”, међутим утврђено је да је то парафилетска група, која се налази између потпородица патке (Anatinae) и утве (Tadorninae). Тренутно није потпуно јасно да ли би род Aix требало да буде укључен у потпородицу патке или утве.

## Распрострањеност и станиште
Каролинка је врста која насељава Северну Америку, од јужне Канаде до северног Мексика и која се најчешће јавља у источном делу САД.
Мандаринка је врста која насељава Азију и која се најчешће јавља у Јапану и Кини, али постоји и значајна популација подивљалих птица у Великој Британији (птица које су из заточеништва побегле у дивљину).
Обе врсте су селице, које се током зиме селе са севера на југ. Станишта су им шумски потоци и баре.

## Опис
Код обе врсте из рода је присутан изражени полни диморфизам, женке су мање од мужјака и перје женки је мање шарено од перја мужјака.
Каролинке достижу тежину од 500-700 g, дужину од 41-49  и распон крила од 73-75 cm. Мужјаци имају црвене очи и шарено перје. Оба пола имају ћубе на глави.
Мандаринке достижу дужину од 41-49  и распон крила од 65-75 cm. Перје мужјака мандаринки је шареније од перја мужјака каролинки. Као и код каролинки перје женки мандаринки је једноличније од перја мужјака.

## Исхрана
Каролинке се хране малим бескичмењацима, инсектима и храном биљног порекла, док су мандаринке углавном биљоједи.

## Размножавање
Каролинке достижу полну зрелост са навршених годину дана живота. У току једне сезоне су моногамне. Паре се између фебруара и априла зависно од географске ширине на којој се налази подручје које насељавају. Период инкубације траје око 30 дана, а величина легла је од 6 до 15. Пачићи су потркушци, који гнездо напуштају првог дана живота, а мајка о њима брине наредних око 60 дана. Пачићи имају велику стопу смртности. Просечан животни век каролинки је 3 до 4 године.
Мандаринке су такође моногамне. Женка полаже од 9 до 12 јаја у гнездо, а инкубација траје око 30 дана. Мајке о пачићима брину око 40 дана, што је нешто краће него што о својим пачићима брину женке каролинки.

## Угроженост
Обе врсте погађа губитак станишта, површина на којима се простиру шуме које су станишта ових врста се смањују. Међутим обе врсте су 2016. на Црвеној листи Међународне уније за заштиту природе (IUCN), наведене као врсте за које постоји мали ризик од изумирања.